# Epidemia di SARS del 2002-2004
L'epidemia di SARS del 2002-2004, comunemente indicata come epidemia di SARS, è stata un'epidemia della malattia respiratoria SARS causata dal coronavirus SARS-CoV, probabilmente iniziata nel novembre del 2002 in Cina, e successivamente diffusasi in 26 nazioni del mondo, contagiando più di 8000 persone.
L'identificazione del coronavirus che causa la SARS fu resa possibile grazie al medico italiano Carlo Urbani. Le caratteristiche genetiche del virus che causa la SARS furono identificate nell'aprile del 2003 e nel 2004 finì l'epidemia.

## Storia
Il primo indizio dell'epidemia apparve il 1º novembre 2002, quando il Global Public Health Intelligence Network canadese, un sistema di allerta elettronico parte del Global Outbreak and Alert Response Network dell'OMS selezionò dei rapporti riguardanti "focolai influenzali" in Cina attraverso il monitoraggio dei media su internet e li inviò all'OMS dopo averli analizzati. Mentre il sistema GPHIN è stato recentemente aggiornato per tradurre varie lingue, tra cui l'arabo, il cinese, l'inglese, il francese, il russo e lo spagnolo, a quel tempo era limitato all'inglese e al francese. Quindi mentre i primi rapporti di un'insolita epidemia erano in cinese, solo il 21 gennaio 2003 fu generato un rapporto in inglese. L'OMS chiese maggiori informazioni alle autorità cinesi il 5 e l'11 dicembre. Nonostante il successo nei precedenti focolai infettivi, il network si dimostrò piuttosto inefficace. Assieme alla seconda allerta, l'OMS rilasciò il nome e la definizione della malattia, assieme all'attivazione di un network di risposta globale coordinato che portò all'attenzione il focolaio e incominciò le procedure di contenimento. Tuttavia, anche se le nuove definizioni fornivano alle nazioni delle linee guida per contenere la SARS, nel frattempo erano avvenuti in tutto il mondo oltre cinquecento decessi ed erano presenti duemila casi.
All'inizio di aprile la SARS incominciò a ricevere minore attenzione nei media ufficiali. Alcuni hanno attribuito l'evento direttamente alla morte dello statunitense James Earl Salisbury. Tuttavia, in quel periodo stavano emergendo accuse di sottostima dei casi negli ospedali militari di Pechino. Dopo un'intensa pressione, alcuni membri del governo cinese permisero a ufficiali internazionali di investigare la situazione sul posto. Questo rivelò dei problemi che affliggevano l'antiquato sistema sanitario cinese, tra cui l'incremento della decentralizzazione, eccessiva burocrazia e rigidità, comunicazioni inadeguate.
Nel tardo mese di aprile furono diramate rivelazioni, che seguirono l'ammissione da parte del governo cinese di non aver riferito tutti i casi (numerosi) di SARS a causa dei problemi del sistema sanitario. Il dott. Jiang Tantong spiegò la copertura che stava avvenendo in Cina, a suo grande rischio. Riferì che erano presenti un maggior numero di persone affette da SARS nel suo solo ospedale di quelle che ufficialmente erano affette in tutta la Cina. Diversi responsabili governativi vennero licenziati, tra cui il ministro della Salute e il sindaco di Pechino, e i sistemi vennero migliorati per aumentare il controllo dell'epidemia. Da allora, il governo cinese procedette più attivamente e in modo maggiormente trasparente nel combattere la malattia. Tuttavia, la conta delle vittime era ingente. L'occultamento iniziale del governo cinese fu considerato irresponsabile, e tale da porre tutto il pianeta a rischio.
Furono segnalati casi a Hong Kong e in Vietnam nel tardo febbraio 2003, poi anche in altri paesi per via di viaggi internazionali di individui infetti. L'epidemia raggiunse la notorietà pubblica quando un uomo d'affari statunitense che viaggiava dalla Cina si ammalò su un volo verso Singapore. I sintomi presentati dal paziente erano simili alla polmonite. L'infezione raggiunse Hong Kong dalla Cina attraverso un medico che giunse a febbraio e si fermò alcuni giorni al 9º piano dell'Hotel Metropol nella penisola di Kowloon, infettando altri 16 clienti dell'Hotel. Essi viaggiarono in Canada, a Singapore, a Taiwan e in Vietnam, portando l'infezione in questi luoghi. Un altro gruppo di pazienti infetti proveniva dal complesso urbano Amoy Gardens (淘大花園T, táo dà huā yuánP) di Hong Kong. Si sospettò che la malattia si fosse propagata attraverso il sistema fognario.
L'aereo fece tappa ad Hanoi, in Vietnam, dove il paziente morì all'Ospedale francese. Diversi membri dello staff medico che aveva curato il paziente incominciarono subito a sviluppare la stessa malattia, nonostante le procedure di base di profilassi ospedaliera. Il medico italiano Carlo Urbani identificò la minaccia e la comunicò all'OMS e al governo vietnamita. Successivamente perse la vita a causa della malattia. La gravità dei sintomi e l'infezione del personale ospedaliero allarmarono le autorità sanitarie mondiali, che temevano un'altra epidemia di polmonite. Il 12 marzo 2003 l'OMS inviò un'allerta globale, seguita da un'allerta sanitaria dei Centers for Disease Control and Prevention statunitensi.
A seguito dell'iniziale difficoltà nel diagnosticare correttamente tale sindrome, nei paesi colpiti si verificò un iniziale timore di massa, indotto anche dalle errate notizie che venivano fornite dai mass media. Mentre in Cina e Vietnam le autorità faticarono molto nel contenimento dell'epidemia, arrivando a utilizzare le forze armate, in Canada il virus ebbe un focolaio nella sola città di Toronto. Grazie all'ottimo sistema sanitario e preventivo canadese, gli infetti vennero immediatamente posti in quarantena e curati, debellando in poche settimane il virus, che causò poche vittime. In Europa, grazie agli scrupolosi controlli nei porti e aeroporti, il morbo non poté espandersi in quanto i pochi infetti (o sospetti tali) vennero immediatamente posti in quarantena. Tuttavia, in Europa si diffusero atteggiamenti di panico verso la malattia. I media parlarono di una nuova pandemia globale, evocando i fantasmi della spagnola e della peste. Molti stati acquistarono quantità industriali di medicinali, ancora prima che fosse scoperto un vaccino per la malattia. Il tutto poi si dissolse in una bolla di sapone non appena il virus scomparve.
I canadesi diedero per primi l'allarme riguardo alla SARS mossi dalla notizia di vendite di farmaci antivirali e di casi di febbre in Cina. La notizia è stata rilevata dal web da GPHIN (Global Public Health Intelligence Network), un software simile ai motori di ricerca programmato per percorrere la rete alla ricerca di possibili malattie infettive e casistiche patogene. Il crawler analizza migliaia di siti in sette lingue alla ricerca di possibili malattie infettive e casistiche patogene. I risultati filtrati vengono trasmessi a esperti dell'OMS, delle agenzie alimentari e dei centri di monitoraggio sanitario, per le analisi definitive. Dopo il precedente della SARS, Larry Brilliant, esperto di tecnologia e salute pubblica, e da poco presidente della Fondazione Google, intende espandere le fonti monitorate e le capacità linguistiche (fino alla "comprensione" di 150 lingue) e creare una rete mondiale di salute pubblica. Alcuni mesi dopo la scomparsa del virus, alcuni organi di informazione ipotizzarono che tale sindrome non fosse di origine naturale ma piuttosto un virus sviluppato artificialmente. Tale ipotesi non ha mai trovato conferma e rimane tuttora una mera supposizione (vedi Teorie del complotto sulla SARS).
Trasmissioni locali della SARS ebbero luogo successivamente a Toronto, Ottawa, San Francisco, Ulan Bator, Manila, Singapore, Taiwan, Hanoi e Hong Kong, mentre all'interno del territorio cinese l'epidemia si espanse a Guangdong, Jilin, Hebei, Hubei, Shaanxi, Jiangsu, Shanxi, Tianjin e nella Mongolia Interna.
L'OMS ha stabilito una rete di medici e ricercatori per combattere la SARS, costituita da un sito web sicuro dotato di teleconferenza per studiare le radiografie toraciche.

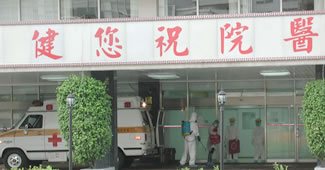
Ospedale di Taiwan per il trattamento di pazienti affetti da SARS

Sono stati compiuti tentativi per controllare l'infezione attraverso la quarantena. Oltre 1200 persone furono sottoposte a quarantena a Hong Kong, mentre a Singapore e a Taiwan ne vennero sottoposte 977 e 1147 persone. Anche il Canada mise in quarantena migliaia di persone. A Singapore le scuole vennero chiuse per 10 giorni, mentre a Hong Kong vennero chiuse fino al 21 aprile per contenere la diffusione del virus.
A Singapore, l'Ospedale Tan Tock Seng venne indicato come l'unico centro per il trattamento e l'isolamento di tutti i casi probabili di malattia il 22 marzo. Successivamente tutti gli altri ospedali implementarono misure preventive, con il controllo da parte del personale medico della temperatura dei pazienti due volte al giorno e la restrizione delle visite solo ai reparti pediatrici e ostetrici e un solo visitatore alla volta. Venne impiegata la teleconferenza per alleggerire i disagi. Fu stabilita una linea telefonica dedicata per riferire sospetti casi di SARS e un servizio di trasporto dedicato per il trasporto dei pazienti all'Ospedale Tan Tock Seng.
Il 24 marzo il ministro della salute di Singapore inoltrò l'Infectious Diseases Act, che prevedeva una quarantena nel proprio domicilio di 10 giorni a chiunque fosse venuto in contatto con pazienti affetti da SARS. I pazienti dimessi dall'ospedale erano sottoposti a quarantena a domicilio per 21 giorni con sorveglianza telefonica. Quest'ultima richiedeva di rispondere a chiamate casuali per accertarsi che fossero in casa. I pazienti dimessi con sospetti sintomi e alcuni pazienti ricoverati vennero messi in quarantena per 14 giorni. Gli ufficiali di sicurezza della "Certis CISCO", una forza ausiliaria di polizia, furono impiegati per mantenere la quarantena domiciliare, e installarono delle telecamere fuori dalle porte delle abitazioni.
La violazione dell'ordine di quarantena di un anziano signore, che entrò in un ristorante e provocò la fuga degli avventori, fece riunire il governo di Singapore urgentemente per emendare l'Infectious Diseases Act e aggiungervi punizioni per i trasgressori. Vennero rilevate altre 11 violazioni della quarantena e il governo aggiunse, tra le altre, queste modifiche:
- le persone sospette di malattie infettive dovevano essere portate nei centri di trattamento indicati, ed era proibito per loro andare in posti pubblici
- le aree contrassegnate come "contaminate" erano ad accesso ristretto, e le fonti sospette di infezione dovevano essere distrutte
- veniva introdotta la possibilità di contrassegnare i trasgressori degli ordini di quarantena domiciliare con braccialetti elettronici (persone che non rispondevano per tre volte consecutive al controllo telefonico) ed erano previste sanzioni
- era possibile denunciare dei trasgressori che violavano ripetutamente la quarantena e potevano incorrere anche in sanzioni penali
- la persecuzione di chiunque mentisse alle autorità sanitarie sui viaggi in aree dove era presente la SARS o sul contatto con pazienti affetti dalla malattia

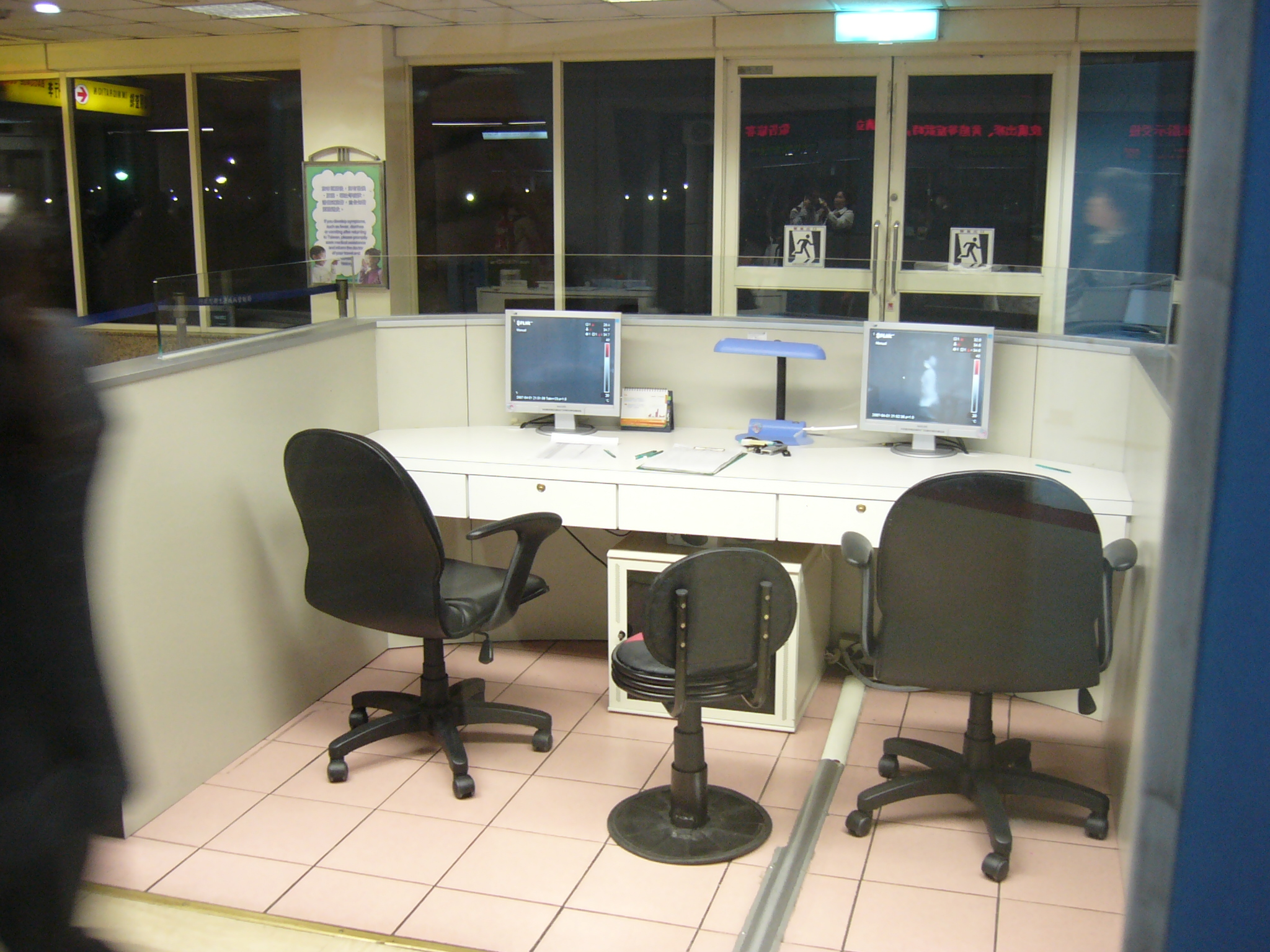
Imaging termico in un punto di controllo dell'Aeroporto internazionale di Taoyuan

Il 23 aprile l'OMS scoraggiò i viaggi non necessari a Toronto, dopo aver rilevato che piccoli gruppi di persone di Toronto sembravano aver diffuso la SARS in altre parti del mondo. Le autorità sanitarie di Toronto notarono che solo in una persona sospetta di aver diffuso la malattia era stata diagnosticata la malattia e che i nuovi casi di SARS nella città erano apparsi solo all'interno degli ospedali. Nonostante questo, l'avviso dell'OMS venne immediatamente seguito da simili avvisi da parte di vari governi ai propri cittadini. Il 29 aprile l'OMS annunciò che l'avvertimento sarebbe stato ufficialmente revocato il giorno successivo.
Il 23 aprile Singapore installò delle apparecchiature per scansioni termiche di tutti i passeggeri in partenza all'Aeroporto di Singapore-Changi. Era stato precedentemente installato un simile controllo per tutti i passeggeri in arrivo da aree contrassegnate come infette dalla malattia.
Inoltre, gli studenti e gli insegnanti a Singapore vennero forniti di termometri digitali, per rilevare le loro temperature giornalmente, anche più volte.
Anche l'Aeroporto internazionale di Taiwan Taoyuan si fornì di punti di controllo con sistemi di imaging termici simili a quelli dell'aeroporto di Singapore.

## Diffusione globale
| Nazione di origine    | Casi  | Decessi | Letalità (%) |
| --------------------- | ----- | ------- | ------------ |
| Cina                  | 5.327 | 349     | 6,6          |
| Hong Kong             | 1.755 | 299     | 17,0         |
| Taiwan                | 346   | 73      | 21,1         |
| Canada                | 251   | 43      | 17,1         |
| Singapore             | 238   | 33      | 13,9         |
| Vietnam               | 63    | 5       | 7,9          |
| Stati Uniti           | 27    | 0       | 0            |
| Filippine             | 14    | 2       | 14,3         |
| Thailandia            | 9     | 2       | 22,2         |
| Germania              | 9     | 0       | 0            |
| Mongolia              | 9     | 0       | 0            |
| Francia               | 7     | 1       | 14,3         |
| Australia             | 6     | 0       | 0            |
| Malaysia              | 5     | 2       | 40,0         |
| Svezia                | 5     | 0       | 0            |
| Regno Unito           | 4     | 0       | 0            |
| Italia                | 4     | 0       | 0            |
| India                 | 3     | 0       | 0            |
| Corea del Sud         | 3     | 0       | 0            |
| Indonesia             | 2     | 0       | 0            |
| Sudafrica             | 1     | 1       | 100,0        |
| Kuwait                | 1     | 0       | 0            |
| Irlanda               | 1     | 0       | 0            |
| Macao                 | 1     | 0       | 0            |
| Nuova Zelanda         | 1     | 0       | 0            |
| Romania               | 1     | 0       | 0            |
| Russia                | 1     | 0       | 0            |
| Spagna                | 1     | 0       | 0            |
| Svizzera              | 1     | 0       | 0            |
| Totale escluso Cina   | 2.769 | 454     | 16,4         |
| Totale (29 territori) | 8.096 | 774     | 9,6          |
| 1. 2.                 |       |         |              |